# Standaard Uitgeverij
Standaard Uitgeverij is een Belgische uitgeverij van boeken en strips met hoofdzetel in Antwerpen. 

## Geschiedenis
De uitgeverij was oorspronkelijk een onderdeel van De Standaard N.V., die na het faillissement in 1976 werd opgesplitst. De uitgeverij kwam in handen van N.V. Scriptoria, dit duurde voort tot 1987. In 1984 werden de uitgeefactiviteiten en de boekenwinkels van Standaard Boekhandel definitief gescheiden en Standaard Uitgeverij officieel geboren.
In 2010 ging de Standaard Uitgeverij op in de Nederlandse groep WPG Uitgevers maar de naam werd behouden als imprint. De vennootschap, die ook het imprint Manteau omvat, kreeg de nieuwe naam WPG uitgevers België. In 2018 werd WPG België opnieuw zelfstandig als Standaard Uitgeverij met ook de imprints Manteau, Davidsfonds & M-Books. Oprichters waren toenmalig WPG België ceo Jeroen Overstijns, voormalig WPG hoofd Koen Clement, ondernemer Pieter Lambrecht en de medeoprichters van productiehuis De Mensen Maurits Lemmens en Raf Uten. De band met Nederland werd behouden door vertegenwoordiging van De Bezige Bij en AW Bruna in Vlaanderen.
In 2019 werd aangekondigd dat Standaard Uitgeverij ging fuseren met stripuitgever Ballon Media op 1 januari 2020. Het fusiebedrijf ging Standaard Uitgeverij heten. Zo kwamen de twee stripreeksen Jommeke en Suske en Wiske onder één dak. Standaard Uitgeverij kondigde een jaar later aan dat enkele imprints vanaf 2021 zullen verdwijnen. Het gaat met name over de imprints Ballon Comics, Blloan en Matsuoka. Voortaan verschijnen die strips onder de naam van Standaard Uitgeverij. De lopende integralen, waaronder Piet Pienter en Bert Bibber, Gilles de Geus en Nero - De Stallaert Jaren, blijven wel nog onder de oude imprints verschijnen totdat die reeksen zijn afgerond.

## Stripreeksen
Standaard Uitgeverij is onder andere bekend van de stripreeksen die ze uitbrengt, zoals Suske en Wiske, De Rode Ridder, Bessy, De Kiekeboes, Urbanus, Nero, F.C. De Kampioenen en Vertongen & Co. De uitgeverij vierde onder andere het 60 jaar bestaan van Suske en Wiske in 2005, het 30 jaar bestaan van De Kiekeboes in 2007, het 25 jaar bestaan van Urbanus in 2008, en het 50 jaar bestaan van De Rode Ridder in 2009.
Naast het uitgeven van populaire stripreeksen in het Vlaamse striplandschap, lanceert Standaard Uitgeverij ook dikwijls nieuwe initiatieven, zoals Klein Suske en Wiske, W817, Orphanimo!!, De grappen van Lambik, Pit en Puf, Plankgas en Plastronneke, Amoras en J.ROM - Force of Gold.
Sinds 13 februari 2008 verschijnen ook de albums van De Smurfen bij Standaard Uitgeverij. Het eerste album dat bij deze uitgeverij verscheen was album 26: Een kind bij de Smurfen.